# Wilhelm Busse (Politiker)

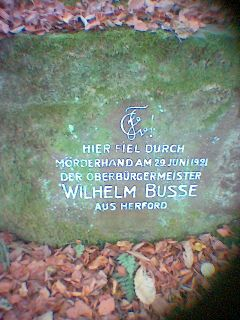
Gedenkstein für Wilhelm Busse im Heidelberger Stadtwald

Wilhelm Busse (* 24. April 1871 in Detmold; † 29. Juni 1921 bei Heidelberg) war Oberbürgermeister von Herford.

## Leben
Busse studierte zunächst an der Ruprecht-Karls-Universität Rechtswissenschaft. 1890 wurde er im Corps Vandalia Heidelberg recipiert. Gleichzeitige waren Helmuth von Maltzahn, Albert Hopff, Alfred Otto Stammann, Albert Kolbe und Hans von Meding. Als Inaktiver wechselte Busse an die Friedrich-Wilhelms-Universität zu Berlin. Dort bestand er 1892 das Referendarexamen. 1898 absolvierte er die Assessorprüfung am Kammergericht. 1900 wurde er zweiter Bürgermeister, 1908 erster Bürgermeister und 1917 Oberbürgermeister von Herford. 1911 bis 1919 war er für den Wahlkreis Herford, Herford-Stadt und die Nationalliberale Partei Abgeordneter im Provinziallandtag der Provinz Westfalen.
Am 29. Juni 1921 besuchte er mit dem ehemaligen Herforder Bürgermeister Leopold Werner das 79. Stiftungsfest seines Corps. Von einem Spaziergang in den Wäldern um Heidelberg kehrten die beiden nicht zurück. Eingeleitete Suchmaßnahmen auf dem Heiligenberg (Heidelberg) und auf dem Königstuhl (Odenwald) blieben zunächst erfolglos. Erst knapp zwei Wochen später wurden die Leichen der Vermissten im Heidelberger Stadtwald am Linsenteich-Auweg gefunden. Busse war von einem Hinterhalt aus erschossen worden. Werner war vermutlich zunächst die Flucht gelungen, er wurde knapp 80 Meter entfernt erschlagen aufgefunden. Unterdessen war bereits mit dem 24-jährigen Eisenbahnarbeiter Leonhard Siefert aus Ziegelhausen ein dringend Tatverdächtiger verhaftet worden. Die Tat wurde im Januar 1922 vor dem Heidelberger Schwurgericht verhandelt, Siefert für schuldig befunden und in Bruchsal hingerichtet.
Wilhelm Busse wurde am 16. Juli 1921 im Herforder Rathaus, das er vier Jahre zuvor eröffnet hatte, aufgebahrt und auf dem Herforder Friedhof Hermannstraße beigesetzt.
An die beiden Ermordeten erinnern Gedenksteine im Heidelberger Stadtwald.